# Bungoma
Bungoma – miasto w Kenii, stolica hrabstwa Bungoma. Według danych szacunkowych na rok 2019 liczy 68 tys. mieszkańców.